# 2020 FY30
2020 FY30 est un objet transneptunien en résonance 2:7 avec Neptune[réf. nécessaire] dont l'annonce a été faite le 14 février 2021 (comme pour 2020 FA31) et serait un des objets connus les plus éloignés du système solaire, avec un diamètre estimé à plus de 400 km, ce serait une planète potentielle.